# Andre Barrett
Andre Rashawd Barrett (nacido el 21 de febrero de 1982 en el Bronx, New York) es un exbaloncestista estadounidense. 

## Carrera

### Universidad
Barrett pasó 4 años en la Universidad de Seton Hall. Portó el nº12, dorsal retirado de la leyenda Richie Regan, quien dio permiso a Barrett para que pudiera llevar su número. Antes de llegar a Seton Hall estuvo en el instituto Rice, donde fue el primer jugador de dicho instituto en superar los 1000 puntos y las 1000 asistencias. Fue nombrado McDonald’s All-American como sénior.
Ya en la universidad, en su temporada freshman (2000-01) promedió 10.2 puntos y 5.5 asistencias. Mejoró considerablemente en anotación en su año sophomore (2001-02) con 16.9 puntos y 5 asistencias. Se mantuvo en sus números en su tercera temporada (2002-03) con 16.7 puntos y 5.3 asistencias. En su año sénior cuajó su mejor campaña con 17.3 puntos y 5.9 asistencias. Sin embargo, Andre no sería drafteado.

### NBA
Barrett comenzó su carrera profesional en New York Knicks, que lo firmaron como agente libre, pero no llegó a debutar y fue cortado a las 3 semanas. Lo fichó después Houston Rockets donde jugó 27 partidos y promedió 2.1 puntos, pero nuevamente fue cortado y Orlando Magic le hizo entonces un contrato de 10 días que se extendió después al resto de campaña. Allí jugó 11 partidos y promedió 5.6 puntos y 2.5 asistencias.
El 27 de septiembre de 2005, Milwaukee Bucks firmó a Barrett como agente libre. Allí jugó 8 partidos en pretemporada, pero fue cortado el 27 de octubre, antes de empezar la 2005-06. El 1 de marzo de 2006, Phoenix Suns le hizo un contrato de 10 días. Jugó dos encuentros promediando 4.5 puntos. 15 días después hizo las maletas rumbo a Toronto Raptors, con un nuevo contrato de 10 días bajo el brazo. En la franquicia canadiense jugó 15.8 minutos firmando unos decentes 4.6 puntos y 2.9 asistencias.
En la 2006-07 le tocó el turno en Chicago Bulls, donde participó en 6 partidos con unas cifras de 1.3 puntos y 1.2 asistencias.
En la 2007-2008, concretamente el 1 de marzo de 2008, firmó un contrato de 10 días con Los Angeles Clippers. Jugó 4 partidos, promediando 6.3 minutos, 1.5 puntos y 1.8 asistencias.

### Europa
En la temporada 2008-2009 con el Barça el jugador participa en 26 jornadas con una media de anotación de 3,6 puntos y 1,3 en asistencias en liga ACB.  Sus discretos números hacen que al finalizar la temporada 2008-2009 el Barça llegue a un acuerdo con el jugador para rescindir su contrato anticipadamente.

### NBA Development League
Para la temporada 2009-10 Barret regresa a los Estados Unidos y tras hacer la pretemporada con los Cleveland Cavaliers, finalmente se integra en la disciplina de los Idaho Stampede de la NBA Development League donde se convirtió en uno de sus jugadores más destacados finalizando con unas medias de 19,3 puntos y 6.7 asistencias en 26 partidos disputados.

### Vuelta a Europa
En 2011 el jugador vuelve a Europa para jugar en el Chorale Roanne Basket.

### Retorno a la NBA Development League
Tras su paso por el equipo francés el jugadores se enrola en los Maine Red Claws el 4 de enero de 2013. Menos de dos meses después, concretamente el 25 de febrero, sería traspasado a los Sioux Falls Skyforce.

### Latinoamérica
En diciembre de 2015 firmó con los Toros de Aragua de la Liga Profesional de Baloncesto de Venezuela.
A finales de junio de 2016, Barrett firmó un contrato para jugar con los Indios de San Francisco de Macorís de la Liga Nacional de Baloncesto de República Dominicana. Sin embargo fue despedido el 10 de julio de 2016, después de aparecer en tres partidos promediando 1.7 puntos y 2.7 asistencias en 20.7 minutos por partido.
En febrero de 2017 llegó a la Argentina para reforzar el plantel de Obras Basket, equipo de la Liga Nacional de Básquet. Jugó sólo 12 partidos, siendo desafectado una vez que Fernando Zurbriggen retornó a la rotación tras recuperarse de una lesión.